# Gouvernement Achi II
Troisième République
Achi I Beugré Mambé
Le gouvernement Patrick Achi II est le cinquième gouvernement de la Troisième République ivoirienne. Il est nommé le 20 avril 2022. Le 6 octobre 2023, le président Ouattara met fin aux fonctions de Patrick Achi et de son gouvernement.

## Composition
| Image                      | Fonction                        | Nom                  | Parti | Parti |
| -------------------------- | ------------------------------- | -------------------- | ----- | ----- |
|                            | Président de la République      | Alassane Ouattara    |       | RHDP  |
| Tiemoko kone 20 avril 2022 | Vice-président de la République | Tiémoko Meyliet Koné |       | RHDP  |
|                            | Premier ministre                | Patrick Achi         |       | RHDP  |

### Ministres d'État
| Image | Fonction                                                                       | Nom                       | Parti | Parti |
| ----- | ------------------------------------------------------------------------------ | ------------------------- | ----- | ----- |
|       | Ministre des Affaires étrangères, de l'intégration africaine et de la Diaspora | Kandia Camara             |       | RHDP  |
|       | Ministre de la Défense                                                         | Téné Birahima Ouattara    |       | RHDP  |
|       | Ministre de l'Agriculture et du Développement rural                            | Kobenan Kouassi Adjoumani |       | RHDP  |

### Ministres
| Image         | Fonction | Nom                         | Parti | Parti |
| ------------- | --- | --------------------------- | ----- | ----- |
|               | Garde des Sceaux, Ministre de la Justice et des Droits de l’Homme                                                                                             | Sansan Kambilé              |       |       |
|               | Ministre de l'Intérieur et de la Sécurité | Vagondo Diomandé            |       | RHDP  |
|               | Ministre du Plan et du Développement | Kaba Nialé                  |       |       |
|               | Ministre des Mines, du Pétrole et de l'Énergie | Mamadou Sangafowa Coulibaly |       | RHDP  |
|               | Ministre de la Fonction publique | Anne Désirée Ouloto         |       | RHDP  |
|               | Ministre des Transports | Amadou Koné                 |       | RHDP  |
|               | Ministre de l'Économie et des Finances | Adama Coulibaly             |       | RHDP  |
| Moussa Sanogo | Ministre du Budget et du Portefeuille de l’État | Moussa Sanogo               |       | RHDP  |
|               | Ministre des Eaux et Forêts | Laurent Tchagba             |       | UDPCI |
|               | Ministre de l’Équipement et de l’Entretien routier | Amédé Koffi Kouakou         |       | RHDP  |
|               | Ministre de l'Éducation nationale et de l'alphabétisation | Mariatou Koné               |       |       |
|               | Ministre du Commerce, de l'Industrie et de la Promotion des PME                                                                                               | Souleymane Diarrassouba     |       | RHDP  |
|               | Ministre de la Réconciliation et de la cohésion nationale | Bertin Kouadio Konan        |       | PDCI  |
|               | Ministre des Sports | Claude Paulin Danho         |       | RHDP  |
|               | Ministre des ressources animales et halieutiques | Sidi Tiémoko Touré          |       | RHDP  |
|               | Ministre de la Communication et de l'Economie Numérique, Porte-parole du Gouvernement                                                                         | Amadou Coulibaly            |       |       |
|               | Ministre de la Promotion de la jeunesse et de l’Emploi des jeunes, de l'insertion professionnelle et du service civique, Porte-parole adjoint du Gouvernement | Mamadou Touré               |       | RHDP  |
|               | Ministre du Tourisme | Siandou Fofana              |       | RHDP  |
|               | Ministre de l’Enseignement supérieur et de la Recherche scientifique                                                                                          | Adama Diawara               |       | RHDP  |
|               | Ministre de la Santé, de l'Hygiène publique et de la couverture maladie universelle                                                                           | Pierre Dimba                |       |       |
|               | Ministre de l'Hydraulique, l’Assainissement et de la Salubrité                                                                                                | Bouaké Fofana               |       | RHDP  |
|               | Ministre de la promotion de la bonne Gouvernance et de la lutte contre la corruption                                                                          | Epiphane Zoro Bi Ballo      |       | RHDP  |
|               | Ministre de la Solidarité et de la Lutte contre la Pauvreté                                                                                                   | Myss Belmonde Dogo          |       | RHDP  |
|               | Ministre de l’Emploi et de la Protection sociale | Adama Kamara                |       | RHDP  |
|               | Ministre de la Femme, de la Famille et de l’Enfant | Nassénéba Touré             |       | RHDP  |
|               | Ministre de l’Enseignement technique et de la Formation professionnelle et de l'apprentissage                                                                 | Koffi N'Guessan             |       |       |
|               | Ministre de la Culture et de la Francophonie | Françoise Remarck           |       |       |
|               | Ministre de l’Environnement et du Développement durable | Jean-Luc Assi               |       |       |